# Abia de la Obispalía
Abia de la Obispalía é um município da Espanha, na província de Cuenca, na comunidade autônoma de Castela-Mancha. Tem 68,01 km² de área e em 2021 tinha 57 habitantes (densidade: 0,8 hab./km²). Limita com os municípios de Cuenca, Huerta de la Obispalía, Villar de Olalla, Villar y Velasco, Villarejo de la Peñuela, Fuentenava de Jábaga e Torrejoncillo del Rey.